# Савва (патриарх Александрийский)
Патриа́рх Са́вва (греч. Πατριάρχης Σάββας) — предстоятель Александрийской православной церкви (ок. 1100 — ок. 1122).

## Биография
Принадлежал к влиятельному роду мелькитов Ибн аль-Лейс, многие представители которого занимали высокие посты в административном аппарате Фатимидского халифата. Документы Каирской генизы сохранили сведения о конфликтах клана Ибн аль-Лейс с группировкой еврейских чиновников фатимидской администрации. Еврейские сановники обвиняли Абу-ль-Бараката в связях с крестоносцами и других проступках, что, по словам коптского автора начала XIII века священника Абу-ль-Макарима, закончилось его арестом и многолетним заключением в Александрии. Возможно, история о пребывании Абу-ль-Бараката в узилище и связанных с этим чудесах носит легендарный характер, однако она показывает авторитет этого человека в глазах египетских мелькитов.
В списке Александрийских патриархов, составленном по неизвестным источникам александрийским архидиаконом Дионисием в 1845 года, указывается, что Савва вступил на престол в 1100 года и правил 22 года. Священник Питер Планк предложил отождествить Савву с одноименным митрополитом из Иерусалимского Патриархата, который занимал кафедру Кесарии Филипповой до захвата города крестоносцами 17 мая 1101 года после этого в Кесарии утвердился латинский епископ, а митрополит Савва предположительно ушёл в Египет, где вскоре был избран на Патриаршество. Однако большинство исследователей склонны отождествлять митрополита Кесарийского Савву с патриархом Иерусалимским Саввой.
По сообщению Абу-ль-Макарима, Саба (Савва) ибн аль-Лейс, искусный врач, занимавший высокий пост в церковной иерархии (именуется «анба»), посетил Константинополь и исцелил от болезни византийского императора, который в награду оказал ему высокие почести и пожаловал церковные облачения, литургическую утварь, драгоценные иконы на общую сумму 10 тысяч динаров, — все эти сокровища можно было видеть в мелькитских церквах Александрии в начале XIII века Акты Константинопольского Патриархата подтверждают участие Саввы в церковном Соборе, созванном в Константинополе в апреле 1117 года. Совокупность этих данных позволяет уверенно отождествить врача из рассказа Абу-ль-Макарима с братом Абу-ль-Бараката Юханны ибн аль-Лейса и участником Собора 1117 года.